# محوطه شماره ۱ راستقان
محوطه شماره ۱ راستقان مربوط به سده‌های میانی دوران‌های تاریخی پس از اسلام است و در شهرستان بجنورد، بخش راز و جرگلان، دهستان غلامان، روستای راستقان واقع شده و این اثر در تاریخ ۱۸ شهریور ۱۳۸۷ با شمارهٔ ثبت ۲۳۲۷۴ به‌عنوان یکی از آثار ملی ایران به ثبت رسیده است.